# Berner Sport Club Young Boys (féminines)
Maillots
Actualités
Le Berner Sport Club Young Boys est un club de football féminin situé à Berne, en Suisse. C'est la section féminine des BSC Young Boys.
Il a remporté la coupe de Suisse à quinze reprises et a remporté douze fois le championnat de Suisse.

## Histoire
Le Damen-FC Bern est créé en 1970 en tant que structure affiliée au Football Club Berne. Il remporte ses cinq premiers titres de championne de Suisse en 1978, 1979, 1984, 1986 et 1992.
Le club est ensuite renommé Frauen-FC Bern puis remporte cinq nouveaux titres de championne de Suisse en 1995, 1996, 1997, 2000 et 2001.
La structure est ensuite intégrée comme section féminine du BSC Young Boys en 2009. Le club remporte un nouveau titre de championne de Suisse en 2011 puis, devant faire des économies, les Young Boys hésitent en 2014 à se séparer de la structure féminine mais abandonne le projet après les vives réactions provoquées. Le club est à nouveau sacré championne de Suisse en 2025.

## Palmarès
- Championnat de Suisse (12) : 1978, 1979, 1984, 1986, 1992,  1995, 1996, 1997, 2000, 2001, 2011, 2025.
- Coupe de Suisse (15) : 1978, 1980, 1982, 1983, 1984, 1985, 1991, 1994, 1995, 1996, 1997, 1998, 1999, 2000, 2001.